# Parigi-Roubaix 2023

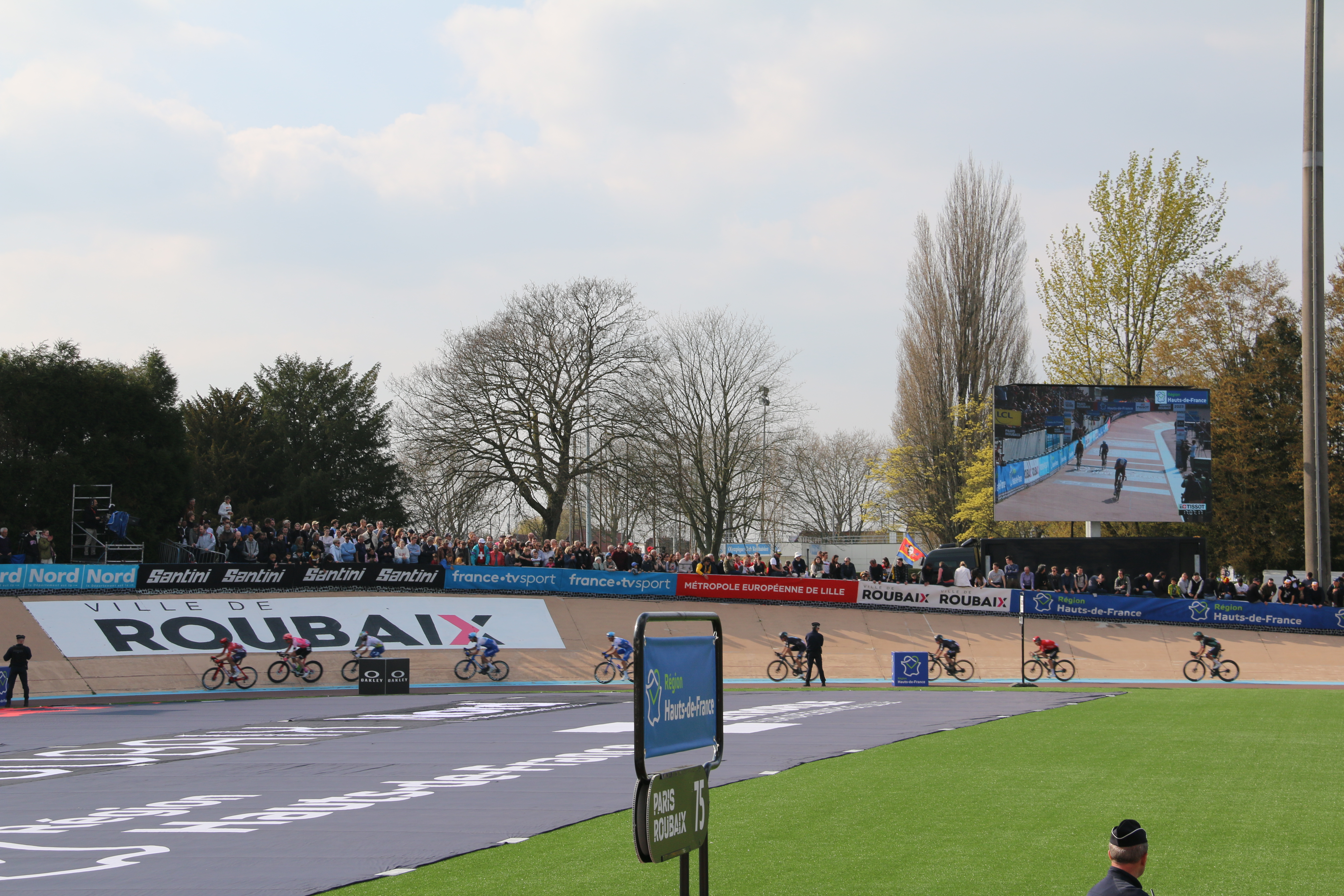
Velodromo di Roubaix

La Parigi-Roubaix 2023, centoventesima edizione della corsa, valevole come sedicesima prova dell'UCI World Tour 2023 categoria 1.UWT, si svolse il 9 aprile 2023 su un percorso di 256,6 km, con partenza da Compiègne e arrivo al velodromo di Roubaix, in Francia. La vittoria fu appannaggio dell’olandese Mathieu van der Poel, il quale completò il percorso in 5h28'41" alla media di 46,841 km/h precedendo i belgi Jasper Philipsen e Wout Van Aert.

## Squadre e corridori partecipanti
Al via 25 formazioni.
| N.      | Cod. | Squadra             |
| ------- | ---- | ------------------- |
| 1-7     | TJV  | Jumbo-Visma         |
| 11-17   | GFC  | Groupama-FDJ        |
| 21-27   | ADC  | Alpecin-Deceuninck  |
| 31-37   | TBV  | Bahrain Victorious  |
| 41-47   | IGD  | Ineos Grenadiers    |
| 51-57   | TFS  | Trek-Segafredo      |
| 61-67   | SOQ  | Soudal Quick-Step   |
| 71-77   | BOH  | Bora-Hansgrohe      |
| 81-87   | LTD  | Lotto Dstny         |
| 91-97   | DSM  | Team DSM            |
| 101-107 | ACT  | AG2R Citroën Team   |
| 111-117 | TEN  | TotalEnergies       |
| 121-127 | IPT  | Israel-Premier Tech |

| N.      | Cod. | Squadra                  |
| ------- | ---- | ------------------------ |
| 131-137 | ARK  | Team Arkéa-Samsic        |
| 141-147 | UAD  | UAE Team Emirates        |
| 151-157 | COF  | Cofidis                  |
| 161-167 | ]JAY | Team Jayco AlUla         |
| 171-177 | UXT  | Uno-X Pro Cycling Team   |
| 181-187 | MOV  | Movistar Team            |
| 191-197 | ICW  | Intermarché-Circus-Wanty |
| 201-207 | EFE  | EF Education-EasyPost    |
| 211-217 | AST  | Astana Qazaqstan Team    |
| 221-227 | Q36  | Q36.5 Pro Cycling Team   |
| 231-237 | BWB  | Bingoal WB               |
| 241-247 | TFB  | Team Flanders-Baloise    |

## Ordine d'arrivo (Top 10)
| Pos. | Corridore            | Squadra     | Tempo    |
| ---- | -------------------- | ----------- | -------- |
| 1    | Mathieu van der Poel | Alpecin     | 5h28'41" |
| 2    | Jasper Philipsen     | Alpecin     | a 46"    |
| 3    | Wout Van Aert        | Jumbo       | s.t.     |
| 4    | Mads Pedersen        | Trek        | a 50"    |
| 5    | Stefan Küng          | Groupama    | s.t.     |
| 6    | Filippo Ganna        | Ineos       | s.t.     |
| 7    | John Degenkolb       | DSM         | a 2'35"  |
| 8    | Max Walscheid        | Cofidis     | a 3'31"  |
| 9    | Laurenz Rex          | Intermarché | a 3'35"  |
| 10   | Christophe Laporte   | Jumbo       | a 4'11"  |